# Sudán en los Juegos Olímpicos de Londres 2012
Sudán participó en los Juegos Olímpicos de Londres 2012 con un total de 6 deportistas (4 hombres y 2 mujer), que compitieron en 2 deportes. El responsable del equipo olímpico es el Comité Olímpico Sudanés.
El portador de la bandera en la ceremonia de apertura fue el atleta Ismail Ahmed Ismail. El equipo olímpico sudanés no obtuvo ninguna medalla en estos Juegos.

## Atletas
La siguiente tabla muestra el número de atletas en cada disciplina:
| Deporte   | Hombres | Mujeres | Total |
| --------- | ------- | ------- | ----- |
| Atletismo | 3       | 1       | 4     |
| Natación  | 1       | 1       | 2     |
| Total     | 4       | 2       | 6     |

## Atletismo
Masculino
| Atleta              | Evento | Series    | Series   | Semifinal | Semifinal | Final     | Final     |
| Atleta              | Evento | Resultado | Posición | Resultado | Posición  | Resultado | Posición  |
| ------------------- | ------ | --------- | -------- | --------- | --------- | --------- | --------- |
| Ismail Ahmed Ismail | 800 m  | 1:48.79   | 6        | No avanzó | No avanzó | No avanzó | No avanzó |
| Abubaker Kaki       | 800 m  | 1:45.51   | 1 Q      | 1:44.51   | 1 Q       | 1:43.32   | 7         |
| Rabah Yousif        | 400 m  | 45.46     | 3 Q      | 45.13     | 4         | No avanzó | No avanzó |

Femenino
| Atleta       | Evento | Series    | Series   | Semifinal | Semifinal | Final     | Final     |
| Atleta       | Evento | Resultado | Posición | Resultado | Posición  | Resultado | Posición  |
| ------------ | ------ | --------- | -------- | --------- | --------- | --------- | --------- |
| Amina Bakhit | 800 m  | 2:09.78   | 4        | No avanzó | No avanzó | No avanzó | No avanzó |

## Natación
Sudán clasificó un nadador por invitación de la FINA.
Masculino
| Atleta          | Evento     | Series | Series   | Semifinal | Semifinal | Final     | Final     |
| Atleta          | Evento     | Tiempo | Posición | Tiempo    | Posición  | Tiempo    | Posición  |
| --------------- | ---------- | ------ | -------- | --------- | --------- | --------- | --------- |
| Mohamed Elkhedr | 50 m libre | 27.26  | 50       | No avanzó | No avanzó | No avanzó | No avanzó |

Femenino
| Atleta                  | Evento     | Series | Series   | Semifinal | Semifinal | Final     | Final     |
| Atleta                  | Evento     | Tiempo | Posición | Tiempo    | Posición  | Tiempo    | Posición  |
| ----------------------- | ---------- | ------ | -------- | --------- | --------- | --------- | --------- |
| Mhasin El Nour Fadlalla | 50 m libre | 35.07  | 70       | No avanzó | No avanzó | No avanzó | No avanzó |